# Joaquín Parejo Díaz
Joaquín Parejo Díaz (Madrid, 1945 - 24 de maig de 2012) fou un director de cinema, guionista i periodista cinematogràfic espanyol.
El 1962, amb només 17 anys, va començar a escriure articles sobre cinema i música pop a les revistes Film Ideal, Fotogramas, Triunfo, o Mundo Joven. Gràcies a això es va convertir en director de promoció de la discogràfica EMI i director de catàleg d'Hispavox.
També va col·laborar amb el NO-DO cobrint la visita de Richard Lester al Festival de Cinema de Bilbao. El 1965 va coescriure amb Luis Lucia Mingarro i Leonardo Martín el guió de Zampo y yo, així com el de Megatón ye-yé de Jesús Yagüe. Això li va permetre rodar el seu primer curtmetratge, La edad ye-yé, on apareixien Micky y Los Tonys, Mike Rivers i Los Shakers. El 1967 elaboraria el guió de Los amores difíciles de Raúl Peña i seria ajudant de direcció de Los chicos con las chicas, de Javier Aguirre Fernández i Dame un poco de amooor! de José María Forqué, estrenada el 1968, protagonitzades per Los Bravos. El mateix 1967 va estrenar el curtmetratge La máquina que hace pop, on hi participaren Massiel, Karina, Mike Kennedy, Juan Pardo, José María Íñigo i Alain Milhaud. També va col·laborar en el documental inacabat de Francesc Betriu i Pedro Costa Los Beatles en España. Després va treballar als programes musicals Último grito i Mundo Pop, sovint elaborant vídeos musicals. En començar la dècada del 1970 va deixar la direcció cinematogràfica i continuà escrivint i articles cinematogràfics i guions, com de la sèrie de televisió El hotel de las mil y una estrellas (1978) o de la pel·lícula Todos me llaman Gato. En els anys setanta també va compondre cançons per a Rosa León i Riccardo Cocciante.

## Curtmetratges
- La edad ye-yé (1965),
- La máquina que hace pop (1967)
- Los locos bravos (1966) curtmetratge per a TVE

## Premis
Cercle d'Escriptors Cinematogràfics
| Any  | Categoria   | Pel·lícules | Resultat  |
| ---- | ----------- | ----------- | --------- |
| 1965 | Millor Guió | Zampo y yo  | Guanyador |